# 圣保罗莱丰
圣保罗莱丰（法語：Saint-Paul-les-Fonts，法語發音：[sɛ̃ pɔl le fɔ̃]）是法国加尔省的一个市镇，属于尼姆区。

## 地理
圣保罗莱丰（44°4'56"N, 4°36'51"E）面积5.46 平方千米，位于法国奧克西塔尼大區加尔省，该省份为法国南部沿海省份，南端濒地中海，北起顺时针与阿尔代什省、沃克吕兹省、罗讷河口省、埃罗省、阿韦龙省和洛泽尔省接壤。
与圣保罗莱丰接壤的市镇（或旧市镇、城区）包括：科诺、洛丹-拉杜瓦斯、普济亚克、圣维克托拉科斯特。

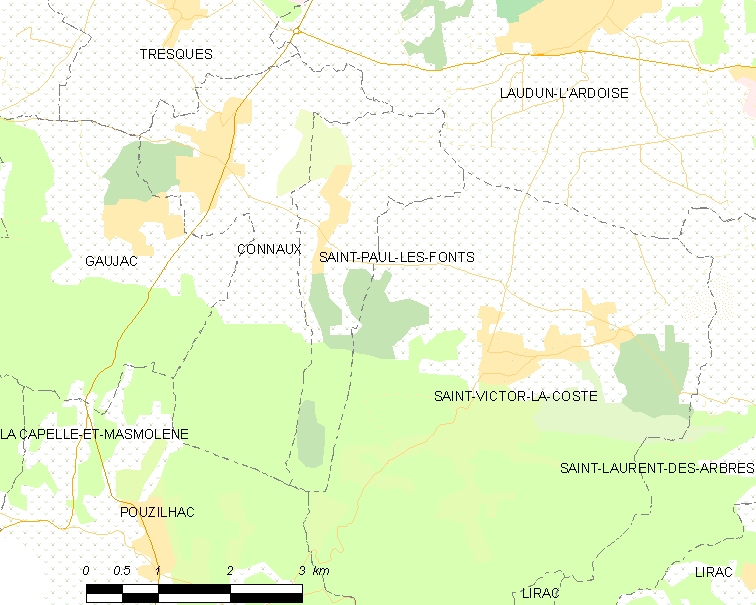
圣保罗莱丰的OSM定位图

圣保罗莱丰的时区为UTC+01:00、UTC+02:00（夏令时）。

## 行政
圣保罗莱丰的邮政编码为30330，INSEE市镇编码为30355。

## 政治
圣保罗莱丰所属的省级选区为罗克莫尔县。

## 人口

1962-2008年间圣保罗莱丰人口变化图示

圣保罗莱丰于2022年1月1日时的人口数量为1047人。